# Mörtträsket (Burträsks socken, Västerbotten, 717055-170504)
Mörtträsket är en sjö i Skellefteå kommun i Västerbotten och ingår i Rickleåns huvudavrinningsområde. Sjön har en area på 0,608 kvadratkilometer och ligger 239 meter över havet.

## Delavrinningsområde
Mörtträsket ingår i det delavrinningsområde (717147-170374) som SMHI kallar för Utloppet av Mörtträsket. Medelhöjden är 244 meter över havet och ytan är 8,74 kvadratkilometer. Det finns inga avrinningsområden uppströms utan avrinningsområdet är högsta punkten. Vattendraget som avvattnar avrinningsområdet har biflödesordning 3, vilket innebär att vattnet flödar genom totalt 3 vattendrag innan det når havet efter 87 kilometer. Avrinningsområdet består mestadels av skog (35 procent) och sankmarker (55 procent). Avrinningsområdet har 0,66 kvadratkilometer vattenytor vilket ger det en sjöprocent på 7,6 procent.